# Kuźnica Słupska
Kuźnica Słupska – wieś w Polsce położona w województwie wielkopolskim, w powiecie kępińskim, w gminie Łęka Opatowska.
Położona przy drodze Łęka Opatowska – Laski, ok. 10 km na południe od Kępna.
W latach 1975–1998 miejscowość administracyjnie należała do województwa kaliskiego.